# Friedrich Britze
Friedrich (Frederik) Britze, född 1870 i Berlin, död 5 maj 1956 i Danmark, var en tysk-dansk gravör, grafiker och exlibriskonstnär. Far till gravören Johannes Britze.
Friedrich Britze föddes i Berlin och fick där sin utbildning. 1892 flyttade han till Köpenhamn och fick anställning hos en gravör i staden. 1894 gifte han sig med en danska, Christiane Olsen. Strax därefter återvände han till Berlin för en anställning där. 1902 öppnade han en egen studio, men han tröttnade på Berlin och flyttade verksamheten till Köpenhamn 1910. Under första världskriget tjänstgjorde han som kartritare i den tyska armén. Efter kriget blev han dansk medborgare.
Friedrich Britze är framför allt känd som en framstående skapare av exlibris. Han utförde även andra arbeten, bland annat frimärken. För sitt konstnärskap erhöll Britze danska Dannebrogsorden och svenska Nordstjärneorden.